# Osteopatija
Osteopatija, koja potječe iz Amerike, je znanost, vještina i filozofija i zasniva se na preciznim palpatornim (manualnim) zahvatima i na precizno definiranim načelima kao što su:
- Funkcionalno jedinstvo - ovisnost jednog sustava o drugom
- Dobra cirkulacija je neophodna za dobro zdravlje
- Ako je struktura zdrava i pokretljiva onda i funkcija će biti optimalna
- Osobni vitalni potencijal koji je dio našeg zdravstvenog mehanizma
- Homeostaza i autoregulacija koji daju: mogućnost samoizlječenja
- Osteopatski pristup je globalan i traži uzrok funkcionalnog poremećaja, a ne tretira samo simptome
- Ona gleda cijelo tijelo globalno i holistički, a ne samo dio koji je bolan
- Poštovanje individualnosti svake osobe bez obzira na psihomotorički i psihosocijalni status

Andrew Taylor Still, američki liječnik i kirurg 1872. utemeljio je principe osteopatije koja se danas primjenjuje u cijelome svijetu i ima visok stupanj popularnosti i u Europi.
To je jedna vrsta manualne terapije koja je komplementarna medicini, fizioterapiji, logopediji i drugim zdravstvenim pristupima. 
Still je tu svoju novu medicinu nazvao osteopatija.
Ime dolazi od dvije Grčke riječi: Osteon – kost i Pathos – bolest, patnja. Prema Stillu, kost je vrlo važan temelj zdravlja. Danas mi tretiramo ne samo muskuloskeletni sustav koji obuhvaća kosti, zglobove, sveze, mišice i fascije, nego i organe i živčani sustav.
Osteopatija se danas primjenjuje u cijelome svijetu i ima visok stupanj popularnosti u cijeloj Europi. 
Osteopatija funkcionira na sljedeći način:
Kroz finu palpaciju, osteopat utvrđuje gdje se nalaze tenzije i blokade u tkivu koje mogu biti uzrok boli, smanjenom kretanju, lošoj cirkulaciji i nekim drugim tjelesnim disfunkcijama. 
Primjenom osteopatskih tehnika, terapeut oslobađa tenzije u tkivu, poboljšava prokrvljenost, što utječe na smanjenje boli, poboljšanje pokretljivosti i opće dobro funkcioniranje organizma. 
Osteopatija dolazi u kontakt s mehanizmom zdravlja svake osobe i na taj način pomogne pacijentu da se sam izliječi.